# おきゃん
おきゃんとは、活発な女性を指す言葉。漢字で書けば、御侠となる。

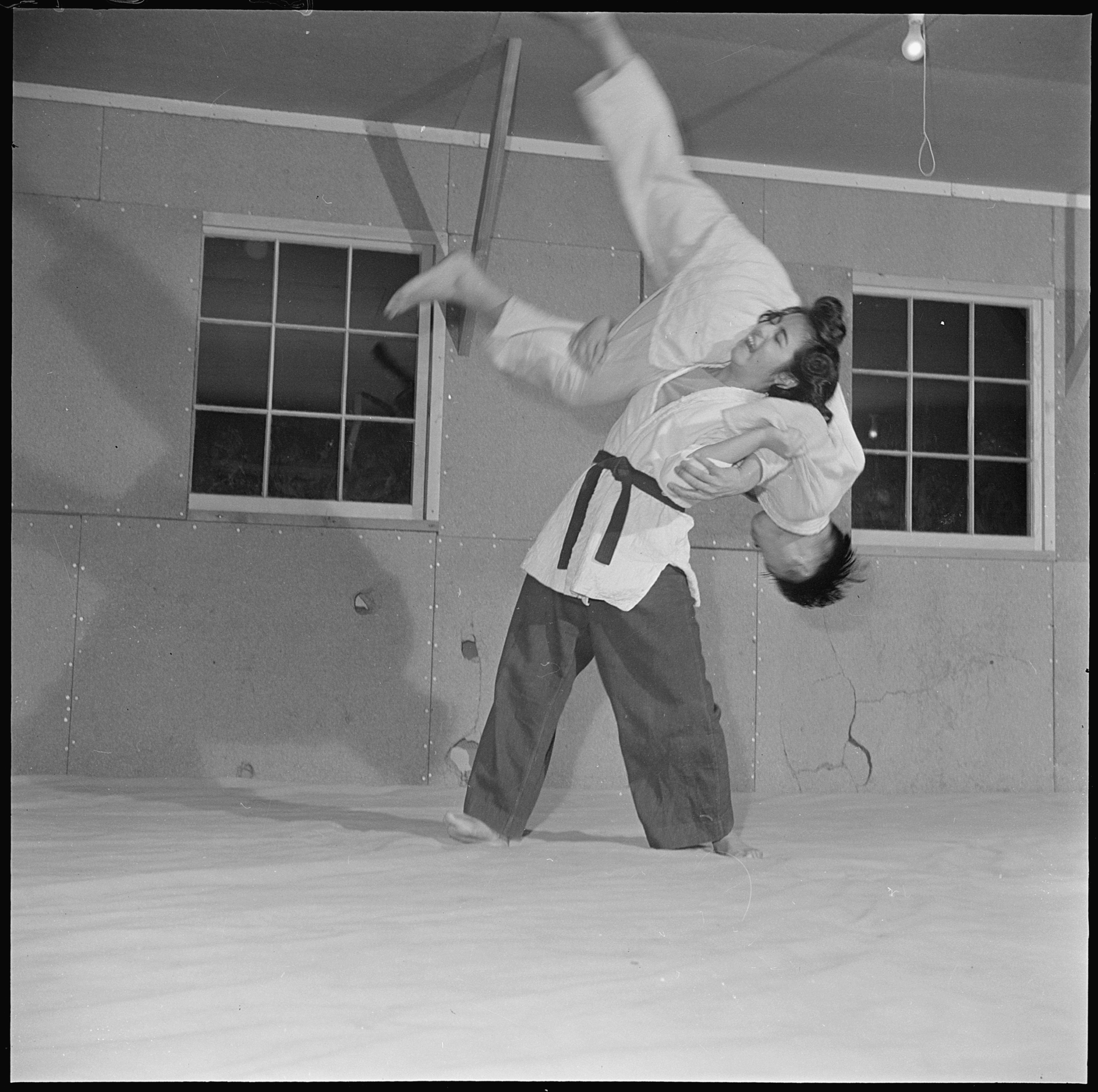
柔道の技をかける女性1943年

江戸時代の戯作者、式亭三馬に、町火消しを題材にした『侠太平記向鉢巻』（きゃんたいへいきむこうはちまき）という作品があるように、もともとは男性にも使われていた。